# Jan Andersson (polityk)
Jan Andersson (ur. 17 marca 1947 w Helsingborgu) – szwedzki polityk, nauczyciel, od 1995 do 2009 deputowany do Parlamentu Europejskiego.

## Życiorys
Pracę zawodową rozpoczynał jako nauczyciel w szkole podstawowej. Od 1982 do 1988 zasiadał w radzie miejskiej w Helsingborgu, przez kilka lat przewodniczył gminnej komisji społecznej. Zaangażował się w działalność Socjaldemokratycznej Partii Robotniczej, był członkiem miejskich i regionalnych władz tego ugrupowania, a w 2000 wszedł w skład władz krajowych partii. Od 1988 do 1995 z jej ramienia zasiadał w Riksdagu.
Po akcesie Szwecji do Unii Europejskiej został w 1995 posłem do Europarlamentu. Był ponownie wybierany w wyborach powszechnych w tym samym roku oraz w 1999 i 2004. Pełnił m.in. funkcję przewodniczącego Komisji Zatrudnienia i Spraw Socjalnych (2005–2009). Nie ubiegał się o reelekcję.
Mąż polityk Ines Uusmann.